# Rogliano (Olaszország)
Rogliano község (comune) Olaszország Calabria régiójában, Cosenza megyében.

## Fekvése
A megye déli részén fekszik. Határai: Aprigliano, Marzi, Parenti és Santo Stefano di Rogliano.

## Története
A település alapításáról nem léteznek pontos adatok. Valószínűleg a 9. században alapították a szaracén portyázások elől menekülő cosenzai lakosok.

## Népessége
A népesség számának alakulása:

## Főbb látnivalói
- San Pietro-templom
- Madonna del Carmine-templom
- Sant’Ippolito-templom
- Santa Maria delle Grazie-templom
- Santa Maria dell’Assunta-templom
- San Giorgio Martire-templom
- San Domenico e San Nicola-templom